# Eduardo Read Teixeira
Eduardo Read Henriques Teixeira (Ponta Delgada (São Sebastião), 28 de fevereiro de 1914 — Lisboa (Campo Grande), 3 de março de 1992) foi um arquitecto açoriano que se notabilizou pela introdução da arquitectura modernista nos Açores.

## Biografia
Formou-se em arquitectura na Escola de Belas-Artes de Lisboa. 
Nos Açores, desenvolveu um conjunto diversificado de obras, com destaque para a Estação Agrária de Ponta Delgada (1942), o Tribunal de Ponta Delgada (1968) e a Igreja de São José da Ribeira Chã (1967), todas na ilha de São Miguel. Também foi autor de algumas da mais notáveis casas de habitação construídas em São Miguel na primeira metade do século XX.
Na ilha do Faial, desenhou o extenso de empedrado artístico da Avenida Marginal e projectou o edifício do balneário das Termas do Varadouro, implantado junto à escarpa, com planta em U, correspondente ao modelo de divisão por sexos, em duas alas, e buvette central.